# IC 4448
IC 4448 је спирална галаксија у сазвјежђу Рајска птица која се налази на листи објеката дубоког неба у Индекс каталогу.
Деклинација објекта је - 78° 48' 33" а ректасцензија 14h 40m 27,5s. Привидна величина (магнитуда) објекта IC 4448 износи 13,3 а фотографска магнитуда 13,9. IC 4448 је још познат и под ознакама ESO 22-2, AM 1434-783, IRAS 14343-7835, PGC 52426.